# Gadeland
Gadeland ist ein Stadtteil von Neumünster in Schleswig-Holstein.

## Geographie
Gadeland liegt im Südosten von Neumünster. Dort wird es begrenzt durch:
- die Geilenbek im Norden
- die Gemeinde Groß Kummerfeld im Osten
- die B205 im Süden
- die Boostedter Straße im Westen

Mitten durch den Stadtteil verläuft die Stör.

## Geschichte
Das Dorf Gadeland wurde erstmals am 11. Juli 1141 als Godelande in einem Brief an den Bischof Vizelin erwähnt. Der Name Gadeland tauchte erst gegen Ende des 18. Jahrhunderts auf. Zu dieser Zeit war es noch ein reines Bauerndorf, erst im 20. Jahrhundert erfolgte die Umstellung in ein gemischtes Dorf.
1766 gab es im Dorf nur 130 Einwohner, im Jahr 1900 waren es schon 434 und 1970 bei der Eingemeindung nach Neumünster waren es 3800 Einwohner.
Die Stadt Neumünster bemühte sich schon seit 1921 um eine Eingemeindung, aber erst mit einem Erlass vom 23. Dezember 1937 verfügte die Provinzialregierung in Kiel, dass ein Teil der Gemeinde Gadeland zum 1. April 1938 in Neumünster einzugliedern sei. Als Gadeland 1970 wieder eingemeindet werden sollte, wurde eine Einwohnerversammlung einberufen, auf der sich die meisten Teilnehmer bei der Abstimmung dagegen aussprachen, doch die Regierung in Kiel verfügte die Eingemeindung.

## Wirtschaft

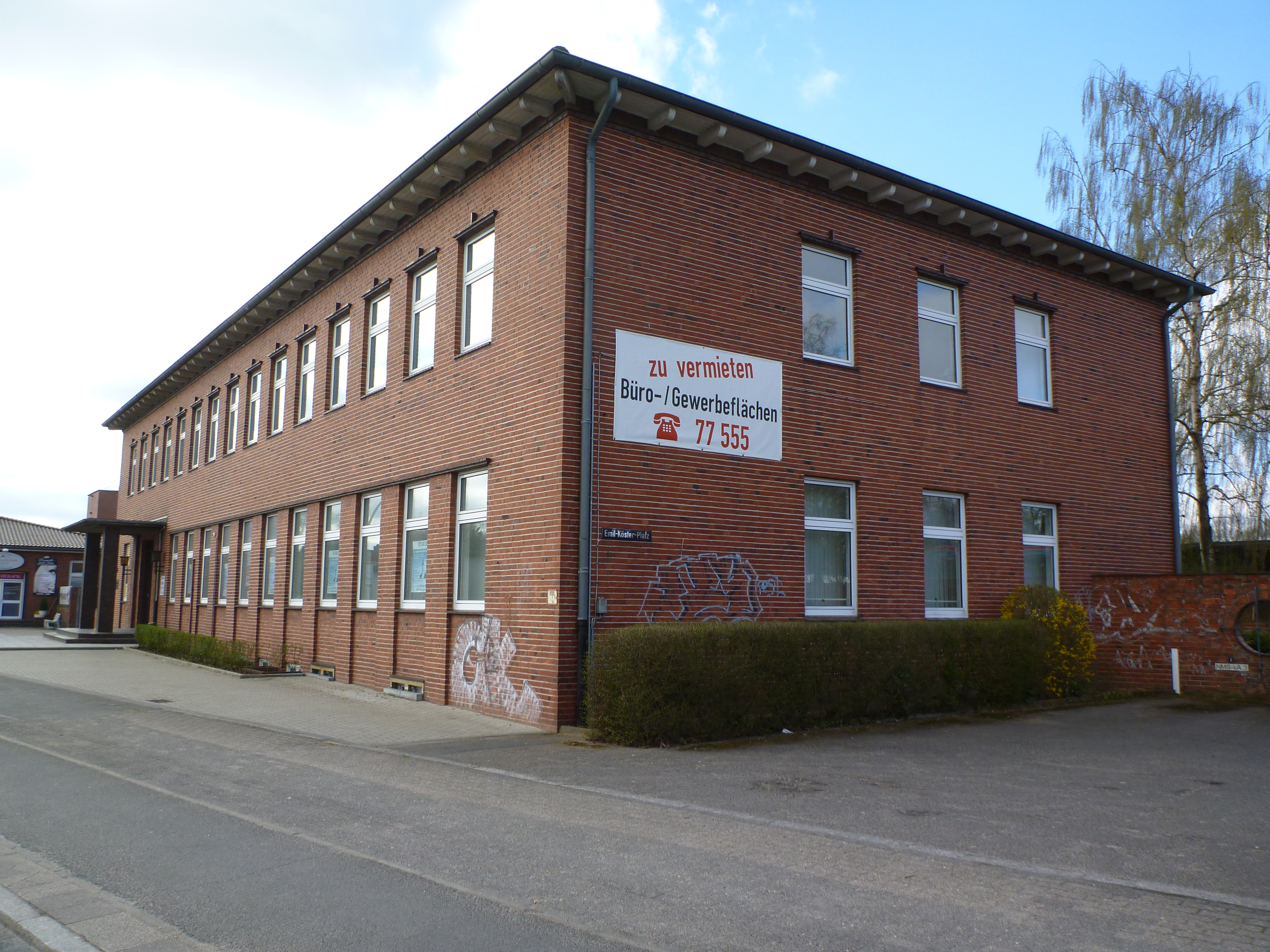
Verwaltungsgebäude der Lederfabrik Emil Köster in Gadeland

Im Jahr 1921 wurde das Gadelander Werk der Lederfabrik Emil Köster im Haart 224 gebaut. Nach dem Zweiten Weltkrieg benutzte die Militärregierung der britischen Besatzungszone im besetzten Deutschland zehn Maschinenhallen der Fabrik für das Civilian Internment Camp No.1. Heute befindet sich auf dem Gelände das Einkaufs- und Dienstleistungszentrum Störpark.

## Sport und Kultur
Im Stadtteil ist der TSV Gadeland heimisch. Der Verein bietet seinen Mitgliedern u. a. Fußball, Tennis, Leichtathletik, Turnen, Jiu Jitsu, Volleyball, Reha-Sport und Tischtennis an.
Der Sportverein verfügt ebenfalls über eine plattdeutsche Theatergruppe.